# Puanama caraca
Puanama caraca är en skalbaggsart som beskrevs av Maria Helena M. Galileo och Martins 1995. Puanama caraca ingår i släktet Puanama och familjen långhorningar. Inga underarter finns listade i Catalogue of Life.